# Jujutsu Kaisen
Jujutsu Kaisen (яп. 呪術廻戦) — манґа, написана та ілюстрована Ґеґе Акутамі. З березня 2018 виходить у журналі Weekly Shonen Jump видавництва Shueisha. Глави зібрані та видані у 30 танкобонів.
Історія розповідає про старшокласника Ітадорі Юджі, коли він приєднується до таємної організації чаклунів, щоб вбити потужне прокляття на ім'я Рьомен Сукуна, вмістилищем якого стає Юджі. Jujutsu Kaisen є продовженням мінісерії Tokyo Metropolitan Curse Technical School, що складалася з чотирьох глав і була серіалізована у Jump GIGA з квітня по липень 2017 року, пізніше зібраної у танкобон Jujutsu Kaisen 0 у грудні 2018 року.
За манґою студією MAPPA було випущено аніме, яке транслювалось з жовтня 2020 року до березня 2021 року. Другий сезон транслювався з 6 липня по 28 грудня 2023 року.

## Сюжет
Ітадорі Юджі — старшокласник атлетичної статури, який живе в Сендаї разом з дідусем. Через нелюбов до спорту він постійно уникає шкільної команди з легкої атлетики, хоч і має надлюдську фізичну силу та талант до цього виду спорту. Замість цього він приєднується до шкільного клубу вивчення окультизму і проводить в ньому час зі старшокласниками. Одного дня він йде зі школи, щоби провідати свого дідуся в лікарні. Перед смертю той залишає Юджі два накази: «Завжди допомагай людям» і «Помри, оточений людьми». Після його смерті підліток робить з його слів такий висновок: кожна людина повинна «піти з життя гідно».
Одного разу Юджі стикається з Фушіґуро Меґумі — чаклуном, що повідомляє йому про талісман з високорівневим прокляттям, що знаходиться у школі. Друзі Юджі з окультного клубу розкривають загорнутий талісман, у якому знаходився гнилий палець, і той привертає до школи прокляття — створіння, які народжуються з негативних емоцій і стають сильнішими, поглинаючи силу магів або магічних речей. Через брак магічної сили Юджі не може перемогти прокляття і вирішує проковтнути палець, щоб захистити Меґумі і своїх друзів. Так він стає вмістилищем для Сукуна, потужного прокляття. Через злу природу Сукуна всі шамани зобов'язані негайно вигнати це прокляття (зокрема, і Юджі, як його вмістилище), як тільки зустрінуть, але Юджі проявляє здатність зберігати контроль над власним тілом, тому Ґоджьо Сатору, учитель Меґумі, вирішує перевести Юджі в Токійський столичний магічний технікум і пропонує план: зібрати всі пальці, згодувати їх Юджі та тільки після цього вбити хлопця, тим самим назавжди знищивши Сукуна.

## Персонажі
Ітадорі Юджі (яп. 虎杖 悠仁, Ітадорі Ю: джі)
Сейю: Джюн'я Енокі
Підліток та член шкільного клубу вивчення окультизму. Він поглинає гниючий палець, щоб захистити друзів, але через це сам стає вмістилищем для Прокляття, відомого як «Рьомен Сукуна». Пізніше він переводиться в Токійський магічний технікум, де перебуває під дією відкладеного смертельного вироку. За наказом керівництва технікуму він повинен знайти і поглинути решту пальців Сукуни, щоб потім маги змогли остаточно знищити «Короля Прокляттів».
Фушіґуро Меґумі (яп. 伏黒 恵, Фушіґуро Меґумі)
Сейю: Юма Учіда
Маг першого курсу в Токійському магічному технікумі. Він умовляє Сатору спробувати врятувати Юджі від страти після того, як той з'їдає палець Сукуна. Він використовує свою силу для заклику шікігамі зі своєї тіні для допомоги у бою.
Куґісакі Нобара (яп. 釘崎 野薔薇, Куґісакі Нобара)
Сейю: Асамі Сето
Маг першого курсу Токійського магічного технікуму. Вона перевелася в технікум, тому що це був найпростіший спосіб безкоштовно переїхати до Токіо. У битвах використовує зачарований молоток та цвяхи.
Сатору Годжьо (яп. 五条 悟, Годжьо: Сатору)
Сейю: Юічі Накамура
Маг, який працює вчителем у Токійському магічному технікумі. Нехай його звання «Найсильнішого» вигадав він сам, але й союзники, і вороги не заперечуть і вважають його одним із найнебезпечніших людей. Він має суттєвий вплив у світі магів. Його сила дозволяє йому контролювати простір довкола.
Рьомен Сукуна (яп. 両面 宿儺, Рьо: мен Сукуна, «Дволика примара»)
Сейю: Джюн'їчі Сувабе
Високорівневе Прокляття, яке вважається «королем Проклять» через свою злість і силу. Згідно з легендою, Сукуна був людиноподібним чотирируким демоном, що з'явився в епоху магії. Маги його часу не змогли протистояти йому, тому змогли лише запечатати його пальці, сподіваючись, що одного разу вони будуть знищені. Нині він живе в тілі Ітадорі Юджі і планує повернути собі силу та тіло. Його вплив такий, що всі інші прокляття намагаються допомогти Годжьо та іншим.
Нанамі Кенто (яп. 七海 建人, Нанамі Кен: то)
Сейю: Кенджіро Чуда
Чарівник першого класу, який працює на керівництво Токійського магічного технікуму. Дуже розумний і стриманий чоловік, який на перший погляд здається людиною, що серйозно відноситься до роботи.

## Історія створення
Кар'єра Акутамі Ґеґе в індустрії манґи почалася в ролі асистента Ясухіро Катоо над Kiss x Death. Перша робота Акутамі, ваншот під назвою Kamishiro Sōsa (яп. 神代捜査 Камашіро Со: са) була опублікована в Jump NEXT! видавництва Shueisha 7 травня 2014. Наступний ваншот, No.9, вийшов у Jump NEXT! 1 травня 2015 року, а ще один у Weekly Shonen Jump 10 жовтня 2015 року. У 2016 році в тому ж журналі вийшов ваншот Nikai Bongai Barabarjura (яп. 二界梵骸 バラバルジュラ Нікай бонгай Барубаруджюра), який у результаті був номінований на конкурс Gold Future Cup, щорічно проводиться Weekly Shōnen Jump. Через рік у Jump GIGA була опублікована мінісерія Tokyo Metropolitan Curse Technical School (яп. 東京都立呪術高等専門学校 То: кьо: торіцу джюджюцу ко: то: семмон ґакко:), що складається з чотирьох глав. Вона послужила приквелом Jujutsu Kaisen і пізніше була перейменована в Jujutsu Kaisen 0. Перший випуск основної манґи вийшов у 5 березня 2018-го у 14 випуску Weekly Shōnen Jump за той рік.
За словами Акутамі, відмінною рисою Jujutsu Kaisen є те, що ніхто не знає істину: ні «хороші хлопці», ні «погані», але якщо ніхто не правий, то ніхто і не помиляється, і кожен надходить відповідно до власних принципів. На становлення Акутами як манґаки вплинув Йошіхіро Тоґаші, автор Yu Yu Hakusho та Hunter × Hunter. Звідти було почерпано основи магічної складової Jujutsu Kaisen. А арка Сенсуї з Yu Yu Hakusho Тоґаші надихнула Акутами на створення протагоністів, які бажають знищити людство, але все одно викликають емпатію у читачів У той же час для манґаки було важливим уникнути кліше про «в глибині душі добрих» лиходіїв у випадку з Сукуною та Махіто, які, за задумом, є повністю негативними персонажами, яким подобається змушувати людей страждати. При цьому вони керуються власними уявленнями про світ, і до того ж Махіто Акуґамі ніколи не відчував ненависті, і одного разу порівняв його з Таносом у «Месники: Завершення».
Натхненням для міфологічної складової манґи став Neon Genesis Evangelion. Помітне впливом на Jujutsu Kaisen справила і любов манґаки до горорів. Стиль малювання Акутами натхненний насамперед Йошіхіро Тоґаші, а також Масаші Кішімото («Наруто»), Юсуке Муратой (ілюстратор Eyeshield 21 та One-Punch Man) та Тайто Кубо («Бліч»). Образи персонажів Jujutsu Kaisen відповідають канонам Сенен-Манґи — це було зроблено для того, щоб заручитися увагою читачів. Прототипом для головного героя, Юджі, частково послужив старший брат і «повна протилежність» Акутамі, успішний у навчанні та спорті. Що стосується таких персонажів, як Панда і Інумакі Тоґе, спочатку манґакою була придумана зовнішність, а потім характери та їх історії, тоді як у випадку із Ґоджьом Саторо основною стала ідея пароксизму сили. Спочатку улюбленим персонажем Акутами був Сукуна, але потім його місце зайняв Нанамі Кенто як перший і повністю розроблений манґакою самостійно. За словами Акутамі, надалі Jujutsu Kaisen буде представлена мати Юджі, і вже обраний момент для цього. Крім того, вже визначено кінець історії, але шлях від початку до кінця залишається «досить вільним».У лютому 2021 Акутамі заявив, що планує закінчити манґу менш ніж за два роки. Акутамі знає, чим закінчиться історія Фушіґуро Меґумі, але не для Сукуни. 9 червня було оголошено, що манґа вийде на перерву через проблеми зі здоров'ям Акутами, пізніше манґа відновила публікацію 2 серпня цього року.

## Медіа

### Манґа
Jujutsu Kaisen створена Ґеґе Акутамі. З 28 квітня по 28 липня 2017 року в журналі Jump GIGA видавництва Shueisha вийшла історія, що складається з чотирьох розділів, Tokyo Metropolitan Curse Technical School. Четвертого грудня 2018 року вона була видана окремим томом та перейменована на Jujutsu Kaisen 0. Сама манґа Jujutsu Kaisen почала публікуватися в 14-му номері за 2018 рік журналу Weekly Shōnen Jump, що вийшов 5 березня 2018. Її глави були зібрані разом і випущені у вигляді танкобонів видавництвом Shueisha. Перший том було опубліковано 4 липня 2018. На червень 2021 року було випущено 16 томів. З 21 червня 2021 року вихід нових глав манґи було припинено «приблизно на місяць» до нового оголошення через погіршення здоров'я автора. Манґа завершилася 30 вересня 2024 року з 271 розділами. Останній, 30-й том, було випущено 25 грудня 2024 року.

#### Список томів
| №  | Назва | Дата публікації | ISBN                   |
| -- | --- | --------------- | ---------------------- |
| 0  | Tokyo Metropolitan Curse Technical School То: кьо: торіцу джюджюцу до: то: семмон ґакко: (東京都立呪術高等専門学校) | 4 грудня 2018   | ISBN 978-4-08-881672-2 |
| 2  | Ryomen Sukuna Рьо: мен Сукуна (両面宿儺)                                                                            | 4 липня 2018    | ISBN 978-4-08-881516-9 |
| 3  | Young Fish and Reverse Punishment Йо: ґьо то сакабачі (幼魚と逆罰)                                                  | 4 грудня 2018   | ISBN 978-4-08-881666-1 |
| 4  | I'm Gonna Kill You! Корошітеяру (殺してやる)                                                                        | 4 березня 2019  | ISBN 978-4-08-881756-9 |
| 5  | Kyoto Sister School Goodwill Event Кьо: то шімай-ко: ко: рю:-кай (京都姉妹校交流会)                                 | 2 травня 2019   | ISBN 978-4-08-881828-3 |
| 6  | Black Flash Кокусен (黒閃)                                                                                          | 4 липня 2019    | ISBN 978-4-08-881876-4 |
| 7  | The Origin of Obedience Кішю райдо: (起首雷同)                                                                      | 4 жовтня 2019   | ISBN 978-4-08-882076-7 |
| 8  | Hidden Inventory Кайґеку (壊玉)                                                                                     | 4 січня 2020    | ISBN 978-4-08-882168-9 |
| 9  | Premature Death Ґекусецу (玉折)                                                                                     | 4 січня 2020    | ISBN 978-4-08-882218-1 |
| 10 | Evening Festival Йоймацурі (宵祭り)                                                                                 | 4 березня 2020  | ISBN 978-4-08-882274-7 |
| 11 | The Shibuya Incident: Opening Шібуя джіхен: Каймон (渋谷事変 -開門-)                                                | 4 червня 2020   | ISBN 978-4-08-882296-9 |
| 12 | The Shibuya Incident: Cloudfall Шібуя джіхен: Ко: рей (渋谷事変 -降霊-)                                             | 4 серпня 2020   | ISBN 978-4-08-882381-2 |
| 13 | The Shibuya Incident: Thunderclap Шібуя джіхен: Хекірекі (渋谷事変 -霹靂-)                                          | 2 жовтня 2020   | ISBN 978-4-08-882429-1 |
| 14 | The Shibuya Incident: Judgement of Right and Wrong Шібуя джіхен: Ріхі (渋谷事変 -理非-)                             | 4 січня 2021    | ISBN 978-4-08-882534-2 |
| 15 | The Shibuya Incident: Transform Шібуя джіхен: Хеншін (渋谷事変 -変身-)                                              | 4 березня 2021  | ISBN 978-4-08-882581-6 |
| 16 | The Shibuya Incident: Closed Gate Шібуя джіхен: Хеймон (渋谷事変 -閉門-)                                            | 4 червня 2021   | ISBN 978-4-08-882688-2 |
| 17 | Perfect Preparation Аші о Фукуму (葦を啣む)                                                                         | 4 жовтня 2021   | ISBN 978-4-08-882736-0 |
| 18 | Fever Нецу (熱) | 25 грудня 2021  | ISBN 978-4-08-882848-0 |
| 19 | Tokyo No.1 Colony: Angry Man То:кьо дай ічі короні: -Окореру отоко- (東京第一結界 -怒れる男-)                       | 4 квітня 2022   | ISBN 978-4-08-883068-1 |
| 20 | Sendai Colony -The Height of the Feast- Сендай короні: -Утаґе накаба- (仙台結界 -宴半ば-)                           | 4 серпня 2022   | ISBN 978-4-08-883201-2 |
| 21 | Tokyo No. 2 Colony -Incredible Luck- То:кьо дай ні короні: — Ко:ун- (東京第二結界 -豪運-)                           | 2 грудня 2022   | ISBN 978-4-08-883311-8 |
| 22 | Sakurajima Colony -Rebirth- Сакураджіма короні: -Тенсей- (櫻島結界-転生-)                                           | 3 березня 2023  | ISBN 978-4-08-883434-4 |
| 23 | Star and Oil Хоші то абура (星と油)                                                                                 | 4 липня 2023    | ISBN 978-4-08-883628-7 |
| 24 | Fearsome Womb -Recurrence- Джютай тайтен Сайкі (呪胎戴天-再帰-)                                                     | 4 жовтня 2023   | ISBN 978-4-08-883670-6 |
| 25 | Inhuman Makyo Shinjuku Showdown Джінґай макьо Шінджюку кессен (人外魔境新宿決戦)                                    | 4 січня 2024    | ISBN 978-4-08-883799-4 |
| 26 | Heading South Мінамі е (南へ)                                                                                       | 4 квітня 2024   | ISBN 978-4-08-883884-7 |
| 27 | Foolish Survivor!! Бака сабайба:!! (バカサバイバー！！)                                                             | 4 липня 2024    | ISBN 978-4-08-884115-1 |
| 28 | Inhuman Makyo Shinjuku Showdown -Nine Principles- Джінґай макьо Шінджюку кессен: -Хошіме- (人外魔境新宿決戦-星目-)  | 4 жовтня 2024   | ISBN 978-4-08-884211-0 |
| 29 | Inhuman Makyo Shinjuku Showdown -Living Dead- Джінґай макьо Шінджюку кессен: -Кацуші- (人外魔境新宿決戦-活死-)      | 25 грудня 2024  | ISBN 978-4-08-884377-3 |
| 30 | From Now On Коре Кара (これから)                                                                                    | 25 грудня 2024  | ISBN 978-4-08-884378-0 |

### Аніме
Аніме-адаптація манґи була анонсована в 52 номері Weekly Shōnen Jump, що вийшов 25 листопада 2019. Автор манґи Ґеґе Акутамі та основні члени команди з'явилися на Jump Festa '20 22 грудня 2019. Серіал створювався на студії MAPPA, яке режисером став Сонху Пак. Хіроші Секо відповідає за сценарій, Тадаші Хірамацу — дизайн персонажів, а Хіроакі Цуцумі, Ешімаса Теруї та Аріса Окехадзама — за музику. Хоча в аніме був попередній показ 19 вересня 2020, офіційна прем'єра на телеканалах MBS і TBS в блоці Super Animeism відбулася 3 жовтня 2020. Серіал складається із 24 серій. З 3 серії після титрів показуються короткі серії Juju Sanpo (яп. 呪術さんぽ Джюджю сампо), що фокусуються на буднях головних героїв.
Аніме ліцензовано Crunchyroll для показу поза Азії. Сервіс дублював аніме на англійську, іспанську, португальську, французьку та німецьку. У Південно-Східній Азії та Південній Азії права придбані Medialink та аніме транслюється на iQIYI. Компанія також випустила серіал на Netflix у Південно-Східній Азії, Індії, Гонконгу та Тайвані 3 червня 2021.

### Ранобе
Два ранобе були надруковані Балад Кутаґуні та випущені під імпринтом Jump J-Books. Перше — Jujutsu Kaisen: Soaring Summer and Returning Autumn (яп. 呪術廻戦　逝く夏と帰る秋, Дзюдзюцу Кайсен: Іку нацу то каеру акі, «Туди влітку, назад восени») було видано 1 травня 2019. Друге — Jujutsu Kaisen: The Path of Roses at Dawn (яп. 呪術廻戦　夜明けのいばら道) Джюджюцу кайсен: Йоаке але ібара мчі, «Шлях троянд заходу» — 4 січня 2020.

### Музика
Оригінальний саундтрек аніме-серіалу Jujutsu Kaisen написаний Хіроакі Цуцумі, Йошімасою Теруй та Аріс Окехадзаме. Початкова тема Kaikai Kitan виконана Eve, тоді як завершальна Lost in Paradise feat. AKLO" — ALI. Друга початкова тема — «Who-ya Extended» у виконанні Who-ya Extended, і друга заключна тема — «give it back» у виконанні Cö Shu Nie. Оригінальний саундтрек було випущено на 2 компакт-дисках 21 квітня 2021 року. Anime Limited випустили саундтрек у цифровому вигляді у Північній Америці, Європі та Океанії у квітні і він буде випущений на CD та вінілі 31 січня 2022.

### Відеоігри
У червні 2021 року було анонсовано безкоштовну RPG, розроблену компанією Sumzap для смартфонів.
Про співпрацю з PlayerUnknown's Battlegrounds (PUBG: Battlegrounds) було оголошено у серпні 2021 року. Співробітництво буде доступне по всьому світу, за винятком Японії та материкового Китаю.

### Інші медіа
4 березня 2021 року видавництво Shueisha опублікували фан-бук під назвою Jujutsu Kaisen Official Fanbook (яп. 呪術廻戦 公式ファンブック Jujutsu Kaisen Kōshiki Fanbukku), в якій міститься ексклюзивна інформація про серіал, профілі персонажів, авторські коментарі, інтерв'ю та спеціальний діалог між Акутами та автором Бліч Тайто Кубо.

## Сприйняття

### Манґа
Історія зайняла перше місце в загальнояпонському опитуванні «Комікси, рекомендовані працівниками книжкових магазинів» від вебсайту Honya Club у 2019. Вона отримала нагороду Цутая у 2019. У тому ж році вона була номінована на 65-ту премію Shogakukan в категорії шьонен. Серія зайняла 31-ше місце у списку «Книга року» журналу Da Vinci за 2021 рік. Манґа очолила рейтинг манґа-спільноти «Alu My Manga Best5» 2020 року, в якому взяли участь 46 641 користувач (через Twitter), а Jujutsu Kaisen 0 посів 43-е місце. В опитуванні ManganS Ssenkyo 2021 від TV Asahi, в якому 150 000 чоловік проголосували за свої 100 найкращих серій манґи, Jujutsu Kaisen зайняв 19-е місце. Манґа виграла Гран-прі манґи Мандо Кобаяші, створений коміком та ентузіастом манґи Кендо Кобаяші, у якому переможець кожного року визначається на основі його особистого смаку. Манґа була номінована на 25-у щорічну культурну премію Тедзукі Осаму у 2021.

### Продажі
Станом на грудень 2018 року тираж манґи склав 600 000 копій, на листопад 2019 року — 2,5 млн копій. Після прем'єри аніме-екранізації у жовтні 2020 року тираж манґи виріс із 8,5 млн до 50 млн копій, станом кінець травня 2021 года. До 13 січня 2021 року тираж серії перевищив 20 мільйонів, а до 26 січня тираж збільшився до 25 млн копій. На лютий 2021 року тираж манґи становив понад 30 мільйонів примірників. На початок березня 2021 року тираж серії перевищив 36 мільйонів копій, а до кінця місяця тираж манґи перевищив 40 мільйонів копій. На квітень тираж манґи становив понад 45 мільйонів копій.На травень тираж манґи становив понад 50 млн примірників. На жовтень тираж манґи становив понад 55 мільйонів копій.
Jujutsu Kaisen стала п'ятою манґою з продажу в 2020 році, загальна кількість проданих томів склала 6 702 736. У січні 2021 року перші п'ятнадцять томів манґи на той час (включаючи 0 том) посіли 15 з 16 найкращих місць у щотижневому рейтингу манґи Oricon (тиждень з 11 по 17 січня), перевищивши лише 33-й том Атака на титанів, який очолив список. Манґа стала другою найбільш продаваною манґою в першій половині 2021 року (період з листопада 2020 по травень 2021 року), після Kimetsu no Yaiba, з більш ніж 23 мільйонами проданих копій, в той час як його 16 том (включаючи 0 том) входили до числа 25 найбільш продаваних томів манґи.

### Аніме
Jujutsu Kaisen був номінований у 10 категоріях на 5-й премії Crunchyroll Anime Awards та отримав нагороди в номінаціях «Найкращий антагоніст» (Рьомен Сукуна), «Найкращий ендінґ» («Lost in Paradise feat. AKLO» гурту ALI) та виграв головний приз — «Аніме року». У січні 2021 року Jujutsu Kaisen був названий другим за популярністю аніме-серіалом на Crunchyroll у 2020 році. Crunchyroll зазначив, що популярність Jujutsu Kaisen вражає, якщо врахувати, що аніме почало виходити в ефір лише у жовтні.
Пол Томас Чепмен із Otaku USA написав, що серіал «містить усі необхідні елементи для пригодницького аніме: динамічні бойові сцени, комедію та набір милих диваків, кожен із яких мають свою індивідуальність. Сеттинґ і передумова не надто оригінальні, оскільки за минулі роки було знято багато сененів про знищення монстрів (наприклад, Bleach та YuYu Hakusho). Теми, які досліджує серіал, не дуже глибокі. Персонажі не надто деталізовані: Юджі як відкрита книга, позбавлена лукавства, у той час як Сукуна, жахлива сила всередині головного героя, примхливий і жорстокий. Але ці деталі не є серйозним недоліком, оскільки перегляд Jujutsu Kaisen — чисте задоволення». Проте інший оглядач Чингі Неа з Polygon зазначив, що «у перших п'яти епізодах Jujutsu Kaisen зарекомендував себе як аніме-шьонен, яке ставить під сумнів самі ідеали жанру шьонен». Ана Діас з Polygon виділила 17-й епізод «Kyoto Sister School Exchange Event — Group Battle 3», високо оцінивши ставлення серіалу до своїх жіночих персонажів: «Jujutsu Kaisen іде на крок далі, ніж просте уникнення гендерних тропів, представляючи різноманітні жіночі точки зору».